# Lijst van vlaggen gebaseerd op de Nederlandse vlag

Vlag van Nederland (ratio 2:3)

De Prinsenvlag, voormalige Nederlandse vlag, ook bekend als oranje-blanje-bleu

De vlag van Nederland is een driekleur, bestaande uit drie gelijke horizontale banden, in de kleuren vermiljoen, wit en kobalt, in de volksmond rood-wit-blauw. De statenvlag zou gedeeltelijk teruggrijpen naar de rood-witte Hanzevlag. Voor deze vlag bestond er het oranje-blanje-bleu (oranje-wit-blauw) oftewel de Prinsenvlag. Er zijn verschillende (historische) vlaggen gebaseerd op de Nederlandse vlag.

## Amerika

### Nederlandse Antillen

Vlag van de Nederlandse Antillen

Doordat de voormalige Nederlandse Antillen eeuwenlang bij Nederland hoorden, was hun vlag beïnvloed door de Nederlandse. Voor de 21e eeuw werd vaak gewoon de Nederlandse vlag gebruikt. Van 19 november 1959 tot 9 oktober 2010 was de vlag van de Nederlandse Antillen in gebruik. Tot Aruba een status aparte kreeg, had de vlag zes sterren, daarna vijf: één voor elk eiland.
De vlaggen van vier van de zes eilanden van het Caribisch deel van het Koninkrijk der Nederlanden zijn gedeeltelijk rood-wit-blauw of hebben een element dat de band met Nederland verbeeldt. Dit geldt niet voor de vlaggen van Aruba en Curaçao.
|                  |               |                         |                       |
| Vlag van Bonaire | Vlag van Saba | Vlag van Sint Eustatius | Vlag van Sint Maarten |

### New York en omgeving

Vlag van de stad New York

New York en wijde omgeving was in de 17e eeuw een Nederlandse kolonie, Nieuw-Nederland genaamd. De vlaggen van de stad New York, The Bronx, Ulster County en van Albany zijn gebaseerd op de toenmalige Nederlandse vlag, de Prinsenvlag (Oranje, Blanje, Bleu).
|                 |                    |                   |                        |
| Vlag van Albany | Vlag van The Bronx | Vlag van Brooklyn | Vlag van Ulster County |

Het zegel op de New Yorkse vlag refereert ook aan de Nederlandse tijd: het jaartal op het zegel (1625) betreft het ontstaan van Nieuw-Amsterdam (thans New York) net zoals de matroos die staat voor kolonisatie, de bever die de WIC symboliseert en de molen die de Nederlandse overheersing weergeeft.
Ook de stad Albany, ten noorden van New York, gebruikt de kleuren van de Prinsenvlag. Op de plek waar Albany ligt stond vroeger een Nederlandse stad en Fort Oranje, er leven nog veel mensen van oorspronkelijk Nederlandse afkomst.
Het New Yorkse stadsdeel Brooklyn voert een vlag die niet is afgeleid van de Nederlandse driekleur, maar interessant is vanwege de oude Nederlandse spreuk "Een Draght Maekt Maght" die erop staat.
Met historische zin voerde de stad New York de kleuren oranje, wit en blauw in haar vlag in, ter onderscheiding met verticaal geplaatste banen en met haar wapen in het wit. Met grote plechtigheid werd die nieuwe vlag op 24 juni 1915 voor het eerst gehesen. Enkele duizenden schoolkinderen zongen daarbij een lied, waarvan het laatste couplet luidde:

Once again a flag is flying
O'er Manhattan, old and new,
And it tells the city's story
In the Orange, White and Blue.

## Afrika

### Zuid-Afrika

Vlag van Zuid-Afrika, 1928-1994

Vlag van Zuid-Afrika (ratio 2:3)

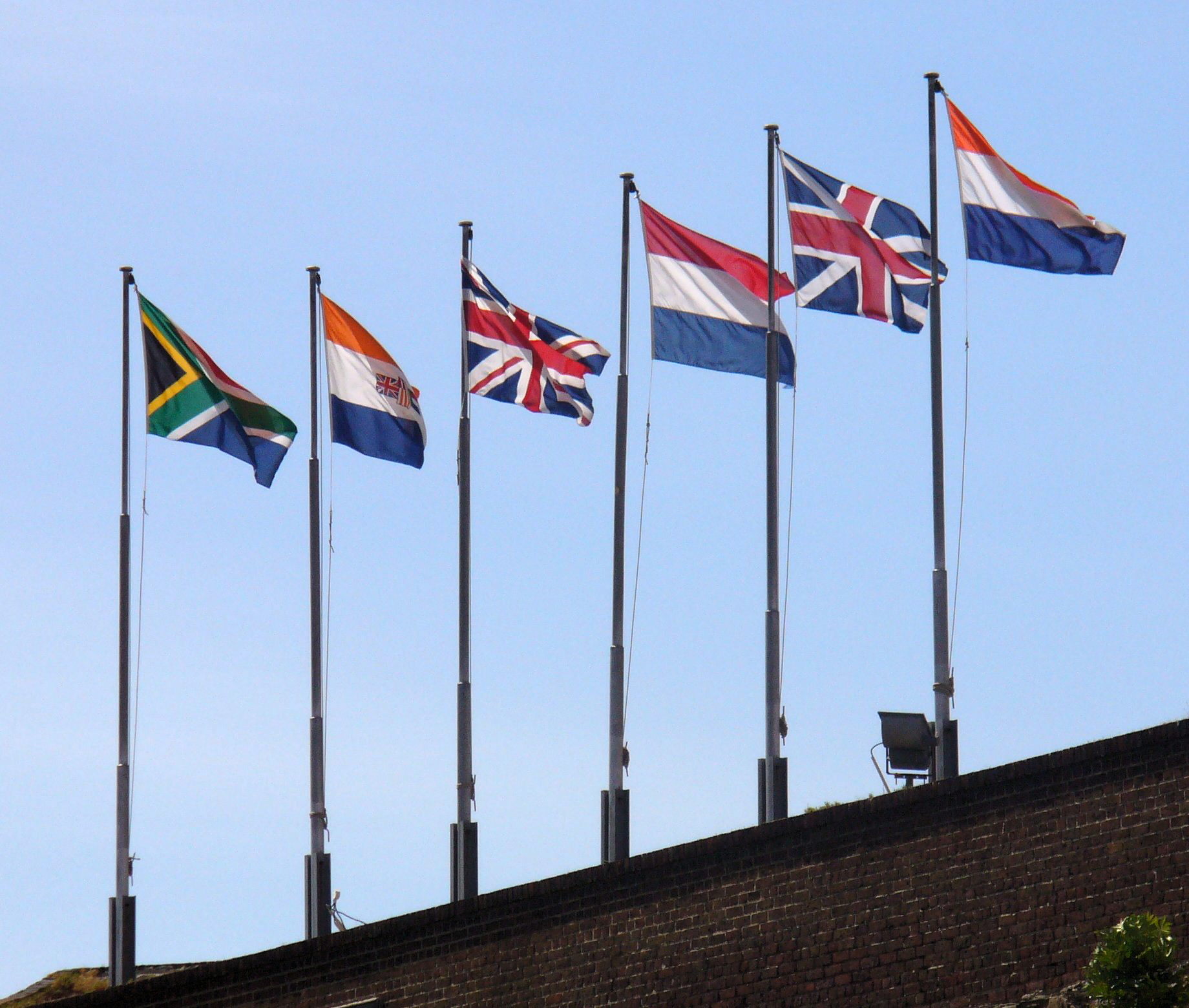
Historische Zuid-Afrikaanse vlaggen, Kasteel de Goede Hoop. Situatie in 2006, voor het weghalen van de vlaggen.

Doordat Zuid-Afrika een lange tijd een Nederlandse kolonie is geweest, is een deel van de blanke bevolking van Nederlandse afkomst. Zij hebben daar een heel eigen geschiedenis meegemaakt en hebben daar een grote bijdrage geleverd aan de geschiedenis van Zuid-Afrika. In Zuid-Afrika stichtten de Afrikaners zoals ze worden genoemd verschillende Boerenrepublieken deze werd gesteund door Nederland tegen het Britse imperialisme dat op gang kwam.
|                           |                    |                              |                            |                         |                           |                            |
| Vlag van Oranje Vrijstaat | Vlag van Transvaal | Vlag van Republiek Lydenburg | Vlag van Republiek Utrecht | Vlag van Klein Vrystaat | Vlag van Nieuwe Republiek | Vlag van Republiek Natalia |

In de voormalige Zuid-Afrikaanse vlag zitten drie Nederlandse elementen, de Prinsenvlag en de twee Nederlandse vlaggen verwerkt in de vlaggen van de Oranje Vrijstaat en de Transvaal.
In de nieuwe huidige vlag van Zuid-Afrika werd ook de Zwarte bevolking vertegenwoordigd in de vlag, het Rood-Wit-Blauw staat voor de banden met zowel Nederland als Groot-Brittannië. De Prinsenvlag wordt nog regelmatig gebruikt als symbool voor de Nederlandse (en Afrikaanse) taal en de Afrikanerafkomst in Zuid-Afrika.

### Oranje Vrijstaat
De Oranje Vrijstaat was een van de Boerenrepublieken, de vlag werd door koning Willem III ontworpen. Hij wordt ook wel de vierkleur genoemd, rood, wit, blauw en oranje.

### Transvaal
De Transvaal of Zuid-Afrikaansche Republiek is de voorloper van het huidige Zuid-Afrika, het werd aan het eind van de 19e eeuw gesticht door de voormalig Nederlandse kolonisten, met als president Paul Kruger. De vlag wordt nog regelmatig gebruikt. De vlag wordt net zoals de vlag van de Oranje Vrijstaat de vierkleur genoemd.

### Natal, Republiek Natalia
Republiek Natalia is een door de voortrekkers (voormalig Nederlandse kolonisten) gestichte staat in het huidige KwaZoeloe-Natal.

### Klein Vrijstaat
De Klein Vrijstaat was een kleine Boerenrepubliek, de vlag is identiek aan die van Transvaal.

### Namibië
Namibië is gekoloniseerd geweest door Duitsers en daarna als mandaatgebied geschonken aan de Zuid-Afrikaners die de Prinsenvlag in het toenmalige Zuidwest-Afrika gebruikten. Tot 1990 werd Namibië door Zuid-Afrika bestuurd.

## Visueel vergelijkbare vlaggen

### Luxemburg (land)
De vlag van Luxemburg is vrijwel identiek aan de vlag van Nederland. Het enige verschil is de kleur blauw. Die van Luxemburg is lichter dan het kobalt van Nederland. De Luxemburgse vlag is echter niet op de Nederlandse vlag gebaseerd, maar op de kleuren van het Luxemburgse wapen.

### Luxemburg (provincie)
In België ligt een provincie met de naam Luxemburg. Dit gebied hoorde tot 1839 bij het andere gedeelte van Luxemburg (dat sinds 1890 een onafhankelijke staat is) en vormde hiermee een provincie van het Verenigd Koninkrijk der Nederlanden. Het westelijke gedeelte ging na 1839 bij België horen en het oostelijke gedeelte bleef tot 1890 in personele unie verbonden met het Koninkrijk der Nederlanden. In tegenstelling tot het blauw in de vlag van het land Luxemburg is het blauw in de vlag van de provincie Luxemburg donkerblauw. Net als de vlag van het land Luxemburg is de vlag van de provincie niet op de Nederlandse vlag gebaseerd, maar op de kleuren van het Luxemburgse wapen.

### Frankrijk
De vlag van Frankrijk heeft vrijwel dezelfde kleuren als de Nederlandse vlag, alleen lopen de banen verticaal en zijn de kleuren in omgekeerde volgorde. Volgens Eve Devereux was de Franse vlag gebaseerd op die van Nederland al voordat Napoleon Nederland veroverde in 1810. In 2020 veranderde President Macron de kleur van de Franse vlag naar een donkerdere kleur blauw om louter esthetische redenen.

### Rusland
De vlag van Rusland heeft precies dezelfde kleuren als de Nederlandse alleen in een andere volgorde. Volgens één door moderne historici betwiste theorie heeft Peter de Grote, die Nederland bezocht omtrent scheepszaken, de vlag overgenomen en mee naar Rusland gebracht. Er zijn echter sterke aanwijzingen dat de vlag al werd gebruikt vóór het bezoek van Peter de Grote aan Nederland en zoals de Nederlandse vlag en de Poolse vlag aan de rood-witte Hanzevlag verwant is.

### Andere Slavische staten
Hoe de kleuren ook in de Russische vlag zijn terechtgekomen, rood, wit en blauw worden sindsdien als de Pan-Slavische kleuren beschouwd. Ze zijn overgenomen in andere vlaggen van Slavische landen zoals voormalig Joegoslavië, de Servische Republiek, Tsjechië, Slowakije en vroeger ook Bulgarije.
|                  |                 |                   |                    |                   |
| Vlag van Kroatië | Vlag van Servië | Vlag van Slovenië | Vlag van Slowakije | Vlag van Tsjechië |

### Thailand
De vlag van Thailand heeft gelijkenis met de Nederlandse vlag. Namelijk twee langs de blauwe kant aan elkaar genaaide Nederlandse vlaggen waarbij de onderste vlag het spiegelbeeld van de bovenste vlag vormt.